# 阪口夢穂
阪口 夢穂（さかぐち みずほ、1987年10月15日 - ）は、大阪府堺市（現・堺市北区）出身の元女子サッカー選手。元サッカー日本女子代表。ポジションはミッドフィールダー。実兄はchaqqのドラム担当の阪口憂也。

## 来歴

### ユース時代〜クラブ時代
堺市立五箇荘東小学校、堺市立五箇荘中学校、大阪府立東百舌鳥高等学校卒。7歳から下野池少年サッカースクールでサッカーを始め、サウスフリーウィンドFCを経て、スペランツァFC大阪高槻の下部組織であったラガッツァFC高槻スペランツァに入団。
2003年、ラガッツァ所属のままトップチームのスペランツァにも登録され、5月11日に行われたL・リーグ開幕戦 (対戦相手: 田崎ペルーレ)に先発出場。第2節の伊賀FCくノ一戦で初ゴールをあげるなど9試合に出場した。同年度のU-18大阪府選抜に選出されて全日本女子ユース (U-18)サッカー選手権大会に出場した (決勝戦で静岡県選抜に破れ、準優勝の成績で同大会を終えた)。
2004年7月11日、宝塚バニーズレディースサッカークラブ戦でハットトリックを記録した。
ラガッツァFC高槻の選手およびスタッフがスペランツァから独立し、FC VITORIAを設立した際、阪口もそれに追随する形でスペランツァを離れた。
2006年、なでしこリーグ・TASAKIペルーレFCに入団。リーグ戦では加入初年度からレギュラーとして試合に出場した。なでしこスーパーカップ (対戦相手: 日テレ・ベレーザ) でも後半途中から出場機会を得た。
2006年12月、第28回全日本女子サッカー選手権大会・準決勝浦和レッドダイヤモンズ・レディース戦においてPK戦まで試合がもつれ込んだ際に急遽ゴールキーパーを務め、3連続セーブの好守を見せ同試合の勝利に貢献した。
2008年限りで所属クラブのTASAKIペルーレが休部。
2009年、アメリカ・USL WリーグのFCインディアナへ移籍した。Wリーグの開幕戦では1得点1アシストとチームの勝利に貢献したが、男子チームとの練習中に左膝の前十字靭帯を断裂する大怪我を負い、全2試合の出場にとどまった。
2010年、アルビレックス新潟レディースの選手として日本復帰することとなった。
2012年、日テレ・ベレーザへ移籍、プロ契約選手となった。同年12月、練習中に右膝半月板を損傷し、全治約２カ月の診断を受けた。
2015年11月、日テレ・ベレーザは5年ぶりのリーグ優勝を果たし、自身初の最優秀選手賞に選出された。
2017年シーズン、日テレ・ベレーザのなでしこリーグ3連覇に貢献し、史上初となる3年連続での最優秀選手賞を受賞した。
2018年4月28日に行われたなでしこリーグ第3節アルビレックス新潟レディース戦で右膝を負傷し、右膝の前十字靭帯と内側半月板の損傷で全治6～8ヶ月と診断された。
2021年1月29日、2021シーズンよりWEリーグ・大宮アルディージャVENTUSへの完全移籍が発表された。2022年6月29日、退団が発表された。
2023年4月9日、Twitterで現役引退を発表した。

### 日本代表
2001年9月、清水ナショナルトレーニングセンター（J-Step）で行われたU-16日本女子ユース選抜候補に招集され、トレーニングキャンプに参加した。
2003年1月、U-18日本女子代表候補トレーニングキャンプに招集された。
2005年1月、U-19日本女子代表候補トレーニングキャンプに招集され、その後はU-18日本女子代表チームの一員として試合に出場。
2006年1月、なでしこジャパン候補トレーニングキャンプメンバーに初招集された。同年7月、AFC女子アジアカップに出場する日本代表メンバーに選出され、A代表初招集となった。代表デビュー戦となった7月19日のベトナム戦で、後半から出場し2得点を挙げた。
2007年、FIFA女子ワールドカップ 中国大会の日本代表メンバーに選出されたが、出場機会を得ることはできなかった。
2008年の北京オリンピック直前に当時の代表監督であった佐々木則夫により、長年コンビを組むことになる澤穂希と一緒にボランチへとコンバートされた。この大会ではグループリーグ・決勝トーナメントの全試合に先発出場し、日本は4位で大会を終えた。
2011年7月、FIFA女子ワールドカップ ドイツ大会ではボランチとして全試合スタメン出場し、日本のワールドカップ初優勝に貢献した。決勝のアメリカ戦は延長でも決着が付かずPK戦にもつれ込み、阪口は日本の3番目のキッカーとしてPKを決めた。
2012年、ロンドンオリンピックでは全試合に出場し、準決勝フランス戦で2点目となるゴールを決めるなど銀メダル獲得に貢献した。
2015年、女子W杯カナダ大会の決勝トーナメント1回戦オランダ戦で1ゴールを挙げ、チームの2-1の勝利に貢献した。後半33分、相手ゴール前で大儀見のヒールパス、宮間の折り返しを岩渕がスルーし阪口が左足で決めたこのゴールは、FIFAによる大会最優秀ゴールの候補にもなり、海外メディアからも絶賛された。
2016年、リオデジャネイロオリンピックのサッカー女子アジア最終予選の日本代表メンバーに選出されたが、チームは予選3位となり五輪出場権を逃した。同年4月、佐々木則夫に替わり高倉麻子が代表監督に就任してからは、背番号10番を背負うことになった。
2018年4月、ヨルダンで行われた2018 AFC女子アジアカップ（2019 FIFA女子ワールドカップ予選）のグループリーグ第3戦オーストラリア戦で後半18分に先制となるゴールを決め、試合は最終的に1-1で引き分けたが、規定により5位までに与えられる2019年フランス大会の出場権を獲得した。

## 所属クラブ
- 下野池JSC
- 200?年 - 2004年 ラガッツァ高槻スペランツァ
  - 2003年、2004年 スペランツァF.C.高槻に登録
- 2005年 FC VITORIA
- 2006年 - 2008年 TASAKIペルーレFC
- 2009年 FCインディアナ（英語版）
- 2010年 - 2011年 アルビレックス新潟レディース
- 2012年 - 2020年 日テレ・ベレーザ / 日テレ・東京ヴェルディベレーザ
- 2021年 - 2022年 大宮アルディージャVENTUS

## 個人成績

### クラブ
| クラブ                       | シーズン       | リーグ             | 背番号 | リーグ戦 | リーグ戦 | カップ戦 | カップ戦 | リーグ杯 | リーグ杯 | AFC  | AFC  | その他 | その他 | 合計 | 合計 |
| クラブ                       | シーズン       | リーグ             | 背番号 | 出場     | 得点     | 出場     | 得点     | 出場     | 得点     | 出場 | 得点 | 出場   | 得点   | 出場 | 得点 |
| ---------------------------- | -------------- | ------------------ | ------ | -------- | -------- | -------- | -------- | -------- | -------- | ---- | ---- | ------ | ------ | ---- | ---- |
| スペランツァF.C.高槻         | 2003           | L・リーグ          | 24     | 9        | 1        | 0        | 0        | —        | —        | —    | —    | —      | —      | 9    | 1    |
| スペランツァF.C.高槻         | 2004           | L・リーグ1部（L1） | 17     | 12       | 6        | 0        | 0        | —        | —        | —    | —    | —      | —      | 12   | 6    |
| スペランツァF.C.高槻         | 通算           | 通算               | 通算   | 21       | 7        | 0        | 0        | 0        | 0        | 0    | 0    | 0      | 0      | 21   | 7    |
| TASAKIペルーレFC             | 2006           | なでしこ Div.1     | 10     | 16       | 4        | 4        | 1        | —        | —        | —    | —    | —      | —      | 20   | 5    |
| TASAKIペルーレFC             | 2007           | なでしこ Div.1     | 10     | 20       | 7        | 4        | 0        | 0        | 0        | —    | —    | —      | —      | 24   | 7    |
| TASAKIペルーレFC             | 2008           | なでしこ Div.1     | 10     | 20       | 4        | 3        | 0        | —        | —        | —    | —    | —      | —      | 23   | 4    |
| TASAKIペルーレFC             | 通算           | 通算               | 通算   | 56       | 15       | 11       | 1        | 0        | 0        | 0    | 0    | 0      | 0      | 67   | 16   |
| FCインディアナ               | 2009           | USL Wリーグ        | 20     | 2        | 1        | —        | —        | —        | —        | —    | —    | —      | —      | 2    | 1    |
| アルビレックス新潟レディース | 2010           | なでしこ           | 20     | 12       | 4        | 3        | 0        | 4        | 3        | —    | —    | —      | —      | 19   | 7    |
| アルビレックス新潟レディース | 2011           | なでしこ           | 20     | 16       | 6        | 4        | 1        | —        | —        | —    | —    | -      | -      | 20   | 7    |
| アルビレックス新潟レディース | 通算           | 通算               | 通算   | 28       | 10       | 7        | 1        | 4        | 3        | 0    | 0    | 0      | 0      | 39   | 14   |
| 日テレ・ベレーザ             | 2012           | なでしこ           | 20     | 10       | 2        | 0        | 0        | 4        | 1        | —    | —    | 0      | 0      | 14   | 3    |
| 日テレ・ベレーザ             | 2013           | なでしこ           | 20     | 17       | 6        | 2        | 1        | 9        | 4        | —    | —    | 0      | 0      | 28   | 11   |
| 日テレ・ベレーザ             | 2014           | なでしこ1部        | 20     | 28       | 13       | 4        | 0        | —        | —        | —    | —    | 1      | 0      | 33   | 13   |
| 日テレ・ベレーザ             | 2015           | なでしこ1部        | 20     | 23       | 10       | 4        | 0        | —        | —        | —    | —    | —      | —      | 27   | 10   |
| 日テレ・ベレーザ             | 2016           | なでしこ1部        | 20     | 18       | 7        | 4        | 1        | 8        | 3        | —    | —    | —      | —      | 30   | 11   |
| 日テレ・ベレーザ             | 2017           | なでしこ1部        | 20     | 18       | 3        | 5        | 3        | 6        | 2        | —    | —    | —      | —      | 29   | 8    |
| 日テレ・ベレーザ             | 2018           | なでしこ1部        | 20     | 3        | 1        | 1        | 0        | 0        | 0        | —    | —    | —      | —      | 4    | 1    |
| 日テレ・ベレーザ             | 2019           | なでしこ1部        | 20     | 0        | 0        | 0        | 0        | 0        | 0        | 0    | 0    | —      | —      | 0    | 0    |
| 日テレ・東京ベレーザ         | 2020           | なでしこ1部        | 20     | 8        | 0        | 2        | 0        | —        | —        | —    | —    | —      | —      | 10   | 0    |
| 日テレ・東京ベレーザ         | 通算           | 通算               | 通算   | 125      | 42       | 22       | 5        | 27       | 10       | 0    | 0    | 1      | 0      | 175  | 57   |
| 大宮アルディージャVENTUS     | 2021-22        | WE                 | 10     | 4        | 0        | 0        | 0        | —        | —        | —    | —    | —      | —      | 4    | 0    |
| 通算                         | 日本           | 日本               | 1部    | 234      | 74       | 40       | 7        | 31       | 13       | 0    | 0    | 1      | 0      | 306  | 94   |
| 通算                         | アメリカ合衆国 | アメリカ合衆国     | 2部    | 2        | 1        | 0        | 0        | 0        | 0        | 0    | 0    | 0      | 0      | 2    | 1    |
| 総通算                       | 総通算         | 総通算             | 総通算 | 236      | 75       | 40       | 7        | 31       | 13       | 0    | 0    | 1      | 0      | 308  | 95   |

1. ↑  2種登録選手
2. ↑  2種登録選手
3. 1 2  国際女子サッカークラブ選手権2012の成績
4. 1 2  国際女子サッカークラブ選手権2013の成績
5. 1 2  国際女子サッカークラブ選手権2014の成績
6. 1 2  AFC女子クラブ選手権2019の成績

- WEリーグ
  - 初出場 - 2022年4月24日 第18節 サンフレッチェ広島レジーナ戦 (広島広域公園第一球技場)[41]

### 代表
- 2006年7月19日 - 日本代表初出場 -  ベトナム戦 (AFC女子アジアカップ オーストラリア2006)
- 2006年7月19日 - 日本代表初得点 -  ベトナム戦 (AFC女子アジアカップ オーストラリア2006)

#### 主な選出歴
- U-16日本女子ユース選抜 (2001年)
- U-18大阪府選抜 (2003、2004年度全日本女子ユース (U-18)サッカー選手権大会出場)
- 国民体育大会 大阪府選抜・兵庫県選抜 (2006年・2007年・2008年)
- U-18日本女子代表
- U-19日本女子代表 (AFC U-19女子選手権2006出場)
- U-20日本女子代表
- なでしこジャパン (日本女子代表)

#### 試合数
| 日本代表 | 国際Aマッチ | 国際Aマッチ |
| 年       | 出場        | 得点        |
| -------- | ----------- | ----------- |
| 2006     | 7           | 10          |
| 2007     | 5           | 3           |
| 2008     | 17          | 1           |
| 2010     | 4           | 1           |
| 2011     | 14          | 1           |
| 2012     | 14          | 1           |
| 2013     | 7           | 1           |
| 2014     | 17          | 8           |
| 2015     | 12          | 2           |
| 2016     | 6           | 0           |
| 2017     | 13          | 0           |
| 2018     | 8           | 1           |
| 通算     | 124         | 29          |

#### 出場試合
| 出場試合一覧 | 出場試合一覧   | 出場試合一覧                           | 出場試合一覧                                         | 出場試合一覧           | 出場試合一覧   | 出場試合一覧 | 出場試合一覧                                                           | 出場試合一覧 |
| #            | 開催日         | 開催都市                               | スタジアム                                           | 対戦国                 | 結果           | 監督         | 大会                                                                   | 出典         |
| ------------ | -------------- | -------------------------------------- | ---------------------------------------------------- | ---------------------- | -------------- | ------------ | ---------------------------------------------------------------------- | ------------ |
| 1            | 2006年07月19日 | アデレード                             |                                                      | ベトナム               | ○5-0           | 大橋浩司     | 2006 AFC女子アジアカップ                                               |              |
| 2            | 2006年07月21日 | アデレード                             |                                                      | チャイニーズタイペイ   | ○11-1          | 大橋浩司     | 2006 AFC女子アジアカップ                                               |              |
| 3            | 2006年07月23日 | アデレード                             |                                                      | 中国                   | ○1-0           | 大橋浩司     | 2006 AFC女子アジアカップ                                               |              |
| 4            | 2006年07月27日 | アデレード                             |                                                      | オーストラリア         | ●0-2           | 大橋浩司     | 2006 AFC女子アジアカップ                                               |              |
| 5            | 2006年07月30日 | アデレード                             |                                                      | 朝鮮民主主義人民共和国 | ●2-3           | 大橋浩司     | 2006 AFC女子アジアカップ                                               |              |
| 6            | 2006年11月30日 | ドーハ                                 |                                                      | ヨルダン               | ○13-0          | 大橋浩司     | 第15回アジア競技大会                                                   |              |
| 7            | 2006年12月04日 | ドーハ                                 |                                                      | タイ                   | ○4-0           | 大橋浩司     | 第15回アジア競技大会                                                   |              |
| 8            | 2007年02月14日 | ラルナカ                               |                                                      | スコットランド         | ○2-0           | 大橋浩司     | 国際親善試合                                                           |              |
| 9            | 2007年04月07日 | 東京都                                 | 国立霞ヶ丘競技場陸上競技場                           | ベトナム               | ○2-0           | 大橋浩司     | 2008年北京オリンピック・アジア最終予選                                 |              |
| 10           | 2007年04月15日 | バンコク                               |                                                      | タイ                   | ○4-0           | 大橋浩司     | 2008年北京オリンピック・アジア最終予選                                 |              |
| 11           | 2007年07月28日 | サンノゼ                               |                                                      | アメリカ合衆国         | ●1-4           | 大橋浩司     | 国際親善試合                                                           |              |
| 12           | 2007年08月12日 | 東京都                                 | 国立霞ヶ丘競技場陸上競技場                           | タイ                   | ○5-0           | 大橋浩司     | 2008年北京オリンピック・アジア最終予選                                 |              |
| 13           | 2008年02月18日 | 重慶                                   |                                                      | 朝鮮民主主義人民共和国 | ○3-2           | 佐々木則夫   | 東アジア選手権                                                         |              |
| 14           | 2008年02月24日 | 重慶                                   |                                                      | 中国                   | ○3-0           | 佐々木則夫   | 東アジア選手権                                                         |              |
| 15           | 2008年03月07日 | ラルナカ                               |                                                      | カナダ                 | ●0-3           | 佐々木則夫   | キプロス・カップ2008                                                   |              |
| 16           | 2008年03月10日 | アフナス                               |                                                      | ロシア                 | ○3-1           | 佐々木則夫   | キプロス・カップ2008                                                   |              |
| 17           | 2008年03月12日 | ラルナカ                               |                                                      | オランダ               | ○2-1           | 佐々木則夫   | キプロス・カップ2008                                                   |              |
| 18           | 2008年05月29日 | ホーチミン                             |                                                      | 韓国                   | ●1-3           | 佐々木則夫   | アジアカップ                                                           |              |
| 19           | 2008年06月02日 | ホーチミン                             |                                                      | オーストラリア         | ○3-1           | 佐々木則夫   | アジアカップ                                                           |              |
| 20           | 2008年06月05日 | ホーチミン                             |                                                      | 中国                   | ●1-3           | 佐々木則夫   | アジアカップ                                                           |              |
| 21           | 2008年06月08日 | ホーチミン                             |                                                      | オーストラリア         | ○3-0           | 佐々木則夫   | アジアカップ                                                           |              |
| 22           | 2008年07月24日 | 兵庫県                                 | 御崎公園球技場                                       | オーストラリア         | ○3-0           | 佐々木則夫   | 国際親善試合                                                           |              |
| 23           | 2008年07月29日 | 東京都                                 | 国立霞ヶ丘競技場陸上競技場                           | アルゼンチン           | ○2-0           | 佐々木則夫   | キリンチャレンジカップ                                                 |              |
| 24           | 2008年08月06日 | 秦皇島                                 |                                                      | ニュージーランド       | △2-2           | 佐々木則夫   | オリンピック                                                           |              |
| 25           | 2008年08月09日 | 秦皇島                                 |                                                      | アメリカ合衆国         | ●0-1           | 佐々木則夫   | オリンピック                                                           |              |
| 26           | 2008年08月12日 | 上海                                   |                                                      | ノルウェー             | ○5-1           | 佐々木則夫   | オリンピック                                                           |              |
| 27           | 2008年08月15日 | 秦皇島                                 |                                                      | 中国                   | ○2-0           | 佐々木則夫   | オリンピック                                                           |              |
| 28           | 2008年08月18日 | 北京                                   |                                                      | アメリカ合衆国         | ●2-4           | 佐々木則夫   | オリンピック                                                           |              |
| 29           | 2008年08月21日 | 北京                                   |                                                      | ドイツ                 | ●0-2           | 佐々木則夫   | オリンピック                                                           |              |
| 30           | 2010年11月14日 | 広州                                   | 黄埔体育中心                                         | タイ                   | ○ 4-0          | 佐々木則夫   | 第16回アジア競技大会                                                   | [ 42 ]       |
| 31           | 2010年11月18日 | 広州                                   | 広州大学城体育中心                                   | 北朝鮮                 | △ 0-0          | 佐々木則夫   | 第16回アジア競技大会                                                   | [ 43 ]       |
| 32           | 2010年11月20日 | 広州                                   | 越秀山体育場                                         | 中華人民共和国         | ○ 1-0          | 佐々木則夫   | 第16回アジア競技大会                                                   | [ 44 ]       |
| 33           | 2010年11月22日 | 広州                                   | 天河体育中心体育場                                   | 北朝鮮                 | ○ 1-0          | 佐々木則夫   | 第16回アジア競技大会                                                   | [ 45 ]       |
| 34           | 2011年3月2日   | ヴィラ・レアル・デ・サント・アントニオ | 市営スタジアム                                       | アメリカ合衆国         | ● 1-2          | 佐々木則夫   | アルガルヴェ・カップ2011                                               | [ 46 ]       |
| 35           | 2011年3月4日   | ラゴス                                 | 市営スタジアム                                       | フィンランド           | ○ 5-0          | 佐々木則夫   | アルガルヴェ・カップ2011                                               | [ 47 ]       |
| 36           | 2011年5月14日  | コロンバス                             | コロンバス・クルー・スタジアム                       | アメリカ合衆国         | ● 0-2          | 佐々木則夫   | 国際親善試合 ～アメリカ遠征～                                          | [ 48 ]       |
| 37           | 2011年5月18日  | ケーリー                               | ウェイクメド・サッカー・パーク                       | アメリカ合衆国         | ● 0-2          | 佐々木則夫   | 国際親善試合 ～アメリカ遠征～                                          | [ 49 ]       |
| 38           | 2011年6月18日  | 松山                                   | ニンジニアスタジアム                                 | 韓国                   | △ 1-1          | 佐々木則夫   | 国際親善試合                                                           | [ 50 ]       |
| 39           | 2011年6月27日  | ボーフム                               | FIFA女子ワールドカップスタジアム・ボーフム           | ニュージーランド       | ○ 2-1          | 佐々木則夫   | 2011 FIFA女子ワールドカップ                                            | [ 51 ]       |
| 40           | 2011年7月1日   | レーヴァークーゼン                     | FIFA女子ワールドカップスタジアム・レーヴァークーゼン | メキシコ               | ○ 4-0          | 佐々木則夫   | 2011 FIFA女子ワールドカップ                                            | [ 52 ]       |
| 41           | 2011年7月5日   | アウクスブルク                         | FIFA女子ワールドカップスタジアム・アウクスブルク     | イングランド           | ● 0-2          | 佐々木則夫   | 2011 FIFA女子ワールドカップ                                            | [ 53 ]       |
| 42           | 2011年7月9日   | ヴォルフスブルク                       | FIFA女子ワールドカップスタジアム・ヴォルフスブルク   | ドイツ                 | ○ 1-0          | 佐々木則夫   | 2011 FIFA女子ワールドカップ                                            | [ 54 ]       |
| 43           | 2011年7月13日  | フランクフルト                         | FIFA女子ワールドカップスタジアム・フランクフルト     | スウェーデン           | ○ 3-1          | 佐々木則夫   | 2011 FIFA女子ワールドカップ                                            | [ 55 ]       |
| 44           | 2011年7月17日  | フランクフルト                         | FIFA女子ワールドカップスタジアム・フランクフルト     | アメリカ合衆国         | ○ 2-2 (PK 3-1) | 佐々木則夫   | 2011 FIFA女子ワールドカップ                                            | [ 56 ]       |
| 45           | 2011年9月3日   | 済南                                   | 済南オリンピック・スポーツセンター                   | 韓国                   | ○ 2-1          | 佐々木則夫   | 2012年ロンドンオリンピック・アジア最終予選                             | [ 57 ]       |
| 46           | 2011年9月5日   | 済南                                   | 山東省体育中心体育場                                 | オーストラリア         | ○ 1-0          | 佐々木則夫   | 2012年ロンドンオリンピック・アジア最終予選                             | [ 58 ]       |
| 47           | 2011年9月8日   | 済南                                   | 山東省体育中心体育場                                 | 北朝鮮                 | △ 1-1          | 佐々木則夫   | 2012年ロンドンオリンピック・アジア最終予選                             | [ 59 ]       |
| 48           | 2012年2月29日  | パルシャル                             | ベラ・ヴィスタ市営スタジアム                         | ノルウェー             | ○ 2-1          | 佐々木則夫   | アルガルヴェ・カップ2012                                               | [ 60 ]       |
| 49           | 2012年3月5日   | ファロ ／ ローレ                       | エスタディオ・アルガルヴェ                           | アメリカ合衆国         | ○ 1-0          | 佐々木則夫   | アルガルヴェ・カップ2012                                               | [ 61 ]       |
| 50           | 2012年3月7日   | ファロ ／ ローレ                       | エスタディオ・アルガルヴェ                           | ドイツ                 | ● 3-4          | 佐々木則夫   | アルガルヴェ・カップ2012                                               | [ 62 ]       |
| 51           | 2012年4月1日   | 仙台                                   | ユアテックスタジアム仙台                             | アメリカ合衆国         | △ 1-1          | 佐々木則夫   | キリンチャレンジカップ2012                                             | [ 63 ]       |
| 52           | 2012年6月18日  | ハルムスタッド                         | オルヤンス・ヴァル                                   | アメリカ合衆国         | ● 1-4          | 佐々木則夫   | 国際親善試合 ～スウェーデン遠征～                                      | [ 64 ]       |
| 53           | 2012年6月20日  | ヨーテボリ                             | ガムラ・ウッレヴィ                                   | スウェーデン           | ○ 1-0          | 佐々木則夫   | 国際親善試合 ～スウェーデン遠征～                                      | [ 65 ]       |
| 54           | 2012年7月11日  | 東京                                   | 国立競技場                                           | オーストラリア         | ○ 3-0          | 佐々木則夫   | キリンチャレンジカップ2012                                             |              |
| 55           | 2012年7月19日  | パリ                                   | スタッド・シャルレティ                               | フランス               | ● 0-2          | 佐々木則夫   | 国際親善試合                                                           |              |
| 56           | 2012年7月25日  | コヴェントリー                         | シティ・オブ・コヴェントリー・スタジアム             | カナダ                 | ○ 2-1          | 佐々木則夫   | 2012年ロンドンオリンピック                                             | [ 66 ]       |
| 57           | 2012年7月28日  | コヴェントリー                         | シティ・オブ・コヴェントリー・スタジアム             | スウェーデン           | △ 0-0          | 佐々木則夫   | 2012年ロンドンオリンピック                                             | [ 67 ]       |
| 58           | 2012年7月31日  | カーディフ                             | ミレニアム・スタジアム                               | 南アフリカ共和国       | △ 0-0          | 佐々木則夫   | 2012年ロンドンオリンピック                                             | [ 68 ]       |
| 59           | 2012年8月3日   | カーディフ                             | ミレニアム・スタジアム                               | ブラジル               | ○ 2-0          | 佐々木則夫   | 2012年ロンドンオリンピック                                             | [ 69 ]       |
| 60           | 2012年8月6日   | ロンドン                               | ウェンブリー・スタジアム                             | フランス               | ○ 2-1          | 佐々木則夫   | 2012年ロンドンオリンピック                                             | [ 70 ]       |
| 61           | 2012年8月9日   | ロンドン                               | ウェンブリー・スタジアム                             | アメリカ合衆国         | ● 1-2          | 佐々木則夫   | 2012年ロンドンオリンピック                                             | [ 71 ]       |
| 62           | 2013年6月20日  | 鳥栖                                   | ベストアメニティスタジアム                           | ニュージーランド       | △ 1-1          | 佐々木則夫   | キリンチャレンジカップ2013                                             | [ 72 ]       |
| 63           | 2013年6月26日  | バートン＝アポン＝トレント             | ピレリ・スタジアム                                   | イングランド           | △ 1-1          | 佐々木則夫   | 国際親善試合 ～欧州遠征～                                              | [ 73 ]       |
| 64           | 2013年6月29日  | ミュンヘン                             | アリアンツ・アレーナ                                 | ドイツ                 | ● 2-4          | 佐々木則夫   | 国際親善試合 ～欧州遠征～                                              | [ 74 ]       |
| 65           | 2013年7月20日  | ソウル                                 | ソウルワールドカップ競技場                           | 中華人民共和国         | ○ 2-0          | 佐々木則夫   | EAFF東アジアカップ2013                                                 | [ 75 ]       |
| 66           | 2013年7月25日  | 華城                                   | 華城総合運動場                                       | 北朝鮮                 | △ 0-0          | 佐々木則夫   | EAFF東アジアカップ2013                                                 | [ 76 ]       |
| 67           | 2013年7月27日  | ソウル                                 | 蚕室総合運動場                                       | 韓国                   | ● 1-2          | 佐々木則夫   | EAFF東アジアカップ2013                                                 | [ 77 ]       |
| 68           | 2013年9月26日  | 千葉                                   | フクダ電子アリーナ                                   | ナイジェリア           | ○ 2-0          | 佐々木則夫   | 国際親善試合                                                           | [ 78 ]       |
| 69           | 2014年3月5日   | パルシャル                             | ベラ・ヴィスタ市営スタジアム                         | アメリカ合衆国         | △ 1-1          | 佐々木則夫   | アルガルヴェ・カップ2014                                               | [ 79 ]       |
| 70           | 2014年3月10日  | ファロ ／ ローレ                       | エスタディオ・アルガルヴェ                           | スウェーデン           | ○ 2-1          | 佐々木則夫   | アルガルヴェ・カップ2014                                               | [ 80 ]       |
| 71           | 2014年3月12日  | ファロ ／ ローレ                       | エスタディオ・アルガルヴェ                           | ドイツ                 | ● 0-3          | 佐々木則夫   | アルガルヴェ・カップ2014                                               | [ 81 ]       |
| 72           | 2014年5月8日   | 大阪                                   | キンチョウスタジアム                                 | ニュージーランド       | ○ 2-1          | 佐々木則夫   | なでしこジャパンWORLD MATCH                                            | [ 82 ]       |
| 73           | 2014年5月14日  | ホーチミン                             | トンニャット・スタジアム                             | オーストラリア         | △ 2-2          | 佐々木則夫   | 2014 AFC女子アジアカップ                                               | [ 83 ]       |
| 74           | 2014年5月18日  | トゥーザウモット                       | ビンズオン・スタジアム                               | ヨルダン               | ○ 7-0          | 佐々木則夫   |                                                                        | [ 84 ]       |
| 75           | 2014年5月22日  | ホーチミン                             | トンニャット・スタジアム                             | 中華人民共和国         | ○ 2-1          | 佐々木則夫   |                                                                        | [ 85 ]       |
| 76           | 2014年5月25日  | ホーチミン                             | トンニャット・スタジアム                             | オーストラリア         | ○ 1-0          | 佐々木則夫   |                                                                        | [ 86 ]       |
| 77           | 2014年9月13日  | 天童                                   | NDソフトスタジアム山形                               | ガーナ                 | ○ 5-0          | 佐々木則夫   | なでしこジャパンWORLD MATCH                                            | [ 87 ]       |
| 78           | 2014年9月15日  | 仁川                                   | 仁川南洞アジアードラグビー競技場                     | 中華人民共和国         | △ 0-0          | 佐々木則夫   | 第17回アジア競技大会                                                   | [ 88 ]       |
| 79           | 2014年9月18日  | 仁川                                   | 仁川南洞アジアードラグビー競技場                     | ヨルダン               | ○ 12-0         | 佐々木則夫   | 第17回アジア競技大会                                                   | [ 89 ]       |
| 80           | 2014年9月22日  | 仁川                                   | 仁川文鶴競技場                                       | チャイニーズタイペイ   | ○ 3-0          | 佐々木則夫   | 第17回アジア競技大会                                                   | [ 90 ]       |
| 81           | 2014年9月26日  | 華城                                   | 華城スタジアム                                       | 香港                   | ○ 9-0          | 佐々木則夫   | 第17回アジア競技大会                                                   | [ 91 ]       |
| 82           | 2014年9月29日  | 仁川                                   | 仁川サッカー競技場                                   | ベトナム               | ○ 3-0          | 佐々木則夫   | 第17回アジア競技大会                                                   | [ 92 ]       |
| 83           | 2014年10月1日  | 仁川                                   | 仁川文鶴競技場                                       | 北朝鮮                 | ● 1-3          | 佐々木則夫   | 第17回アジア競技大会                                                   | [ 93 ]       |
| 84           | 2014年10月25日 | エドモントン                           | コモンウェルス・スタジアム                           | カナダ                 | ○ 3-0          | 佐々木則夫   | 国際親善試合                                                           | [ 94 ]       |
| 85           | 2014年10月28日 | バンクーバー                           | BCプレイス・スタジアム                               | カナダ                 | ○ 3-2          | 佐々木則夫   | 国際親善試合                                                           | [ 95 ]       |
| 86           | 2015年3月4日   | パルシャル                             | ベラ・ヴィスタ市営スタジアム                         | デンマーク             | ● 1-2          | 佐々木則夫   | アルガルヴェ・カップ2015                                               | [ 96 ]       |
| 87           | 2015年3月6日   | ファロ ／ ローレ                       | エスタディオ・アルガルヴェ                           | ポルトガル             | ○ 3-0          | 佐々木則夫   | アルガルヴェ・カップ2015                                               | [ 97 ]       |
| 88           | 2015年3月9日   | パルシャル                             | ベラ・ヴィスタ市営スタジアム                         | フランス               | ● 1-3          | 佐々木則夫   | アルガルヴェ・カップ2015                                               | [ 98 ]       |
| 89           | 2015年3月11日  | ファロ ／ ローレ                       | エスタディオ・アルガルヴェ                           | アイスランド           | ○ 2-0          | 佐々木則夫   | アルガルヴェ・カップ2015                                               | [ 99 ]       |
| 90           | 2015年5月28日  | 長野                                   | 南長野運動公園総合球技場                             | イタリア               | ○ 1-0          | 佐々木則夫   | キリンチャレンジカップ2015                                             | [ 100 ]      |
| 91           | 2015年6月8日   | バンクーバー                           | BCプレイス・スタジアム                               | スイス                 | ○ 1-0          | 佐々木則夫   | 2015 FIFA女子ワールドカップ                                            | [ 101 ]      |
| 92           | 2015年6月12日  | バンクーバー                           | BCプレイス・スタジアム                               | カメルーン             | ○ 2-1          | 佐々木則夫   | 2015 FIFA女子ワールドカップ                                            | [ 102 ]      |
| 93           | 2015年6月23日  | バンクーバー                           | BCプレイス・スタジアム                               | オランダ               | ○ 2-1          | 佐々木則夫   | 2015 FIFA女子ワールドカップ                                            | [ 103 ]      |
| 94           | 2015年6月27日  | エドモントン                           | コモンウェルス・スタジアム                           | オーストラリア         | ○ 1-0          | 佐々木則夫   | 2015 FIFA女子ワールドカップ                                            | [ 104 ]      |
| 95           | 2015年7月1日   | エドモントン                           | コモンウェルス・スタジアム                           | イングランド           | ○ 2-1          | 佐々木則夫   | 2015 FIFA女子ワールドカップ                                            | [ 105 ]      |
| 96           | 2015年7月5日   | バンクーバー                           | BCプレイス・スタジアム                               | アメリカ合衆国         | ● 2-5          | 佐々木則夫   | 2015 FIFA女子ワールドカップ                                            | [ 106 ]      |
| 97           | 2015年11月29日 | フォ－レンダム                         | FCフォーレンダムスタジアム                           | オランダ               | ● 1-3          | 佐々木則夫   | 国際親善試合                                                           | [ 107 ]      |
| 98           | 2016年2月29日  | 大阪                                   | キンチョウスタジアム                                 | オーストラリア         | ● 1-3          | 佐々木則夫   | 2016年リオデジャネイロオリンピック・アジア最終予選                     | [ 108 ]      |
| 99           | 2016年3月4日   | 大阪                                   | キンチョウスタジアム                                 | 中華人民共和国         | ● 1-2          | 佐々木則夫   | 2016年リオデジャネイロオリンピック・アジア最終予選                     | [ 109 ]      |
| 100          | 2016年3月9日   | 大阪                                   | キンチョウスタジアム                                 | 北朝鮮                 | ○ 1-0          | 佐々木則夫   | 2016年リオデジャネイロオリンピック・アジア最終予選                     | [ 110 ]      |
| 101          | 2016年6月2日   | コマースシティ                         | ディックス・スポーティング・グッズ・パーク           | アメリカ合衆国         | △ 3-3          | 高倉麻子     | 国際親善試合                                                           | [ 111 ]      |
| 102          | 2016年6月5日   | クリーブランド                         | ファーストエナジー・スタジアム                       | アメリカ合衆国         | ● 0-2          | 高倉麻子     | 国際親善試合                                                           | [ 112 ]      |
| 103          | 2016年7月21日  | カルマル                               | グルドフォーゲルン・アリーナ                         | スウェーデン           | ● 0-3          | 高倉麻子     | 国際親善試合                                                           | [ 113 ]      |
| 104          | 2017年3月1日   | パルシャル                             | ベラ・ヴィスタ市営スタジアム                         | スペイン               | ● 1-2          | 高倉麻子     | アルガルヴェ・カップ2017                                               | [ 114 ]      |
| 105          | 2017年3月6日   | ファロ ／ ローレ                       | エスタディオ・アルガルヴェ                           | ノルウェー             | ○ 2-0          | 高倉麻子     | アルガルヴェ・カップ2017                                               | [ 115 ]      |
| 106          | 2017年3月8日   | ファロ ／ ローレ                       | エスタディオ・アルガルヴェ                           | オランダ               | ● 2-3          | 高倉麻子     | アルガルヴェ・カップ2017                                               | [ 116 ]      |
| 107          | 2017年4月9日   | 熊本                                   | 熊本県民総合運動公園陸上競技場                       | コスタリカ             | ○ 3-0          | 高倉麻子     | キリンチャレンジカップ2017 ～熊本地震復興支援マッチ がんばるばい熊本～ | [ 117 ]      |
| 108          | 2017年6月9日   | ブレダ                                 | ラット・フェルレフ・スタディオン                     | オランダ               | ○ 1-0          | 高倉麻子     | 国際親善試合 ～オランダ・ベルギー遠征～                                | [ 118 ]      |
| 109          | 2017年6月13日  | ルーヴェン                             | デン・ドリーフ                                       | ベルギー               | △ 1-1          | 高倉麻子     | 国際親善試合 ～オランダ・ベルギー遠征～                                | [ 119 ]      |
| 110          | 2017年7月27日  | シアトル                               | センチュリーリンク・フィールド                       | ブラジル               | △ 1-1          | 高倉麻子     | 2017 トーナメント・オブ・ネーションズ                                  | [ 120 ]      |
| 111          | 2017年8月3日   | カーソン                               | スタブハブ・センター                                 | アメリカ合衆国         | ● 0-3          | 高倉麻子     | 2017 トーナメント・オブ・ネーションズ                                  | [ 121 ]      |
| 112          | 2017年10月22日 | 長野                                   | 長野Uスタジアム                                      | スイス                 | ○ 3-0          | 高倉麻子     | MS&ADカップ2017                                                        | [ 122 ]      |
| 113          | 2017年11月24日 | アンマン                               | キング・アブドゥッラー2世スタジアム                  | ヨルダン               | ○ 2-0          | 高倉麻子     | 国際親善試合 ～ ヨルダン遠征 ～                                        | [ 123 ]      |
| 114          | 2017年12月8日  | 千葉                                   | 千葉市蘇我球技場（フクダ電子アリーナ）               | 韓国                   | ○ 3-2          | 高倉麻子     | EAFF E-1サッカー選手権2017                                             | [ 124 ]      |
| 115          | 2017年12月11日 | 千葉                                   | 千葉市蘇我球技場（フクダ電子アリーナ）               | 中華人民共和国         | ○ 1-0          | 高倉麻子     | EAFF E-1サッカー選手権2017                                             | [ 125 ]      |
| 116          | 2017年12月15日 | 千葉                                   | 千葉市蘇我球技場（フクダ電子アリーナ）               | 北朝鮮                 | ● 0-2          | 高倉麻子     | EAFF E-1サッカー選手権2017                                             | [ 126 ]      |
| 117          | 2018年2月28日  | パルシャル                             | ベラ・ヴィスタ市営スタジアム                         | オランダ               | ● 2-6          | 高倉麻子     | アルガルヴェ・カップ2018                                               | [ 127 ]      |
| 118          | 2018年3月5日   | ファロ ／ ローレ                       | エスタディオ・アルガルヴェ                           | デンマーク             | ○ 2-0          | 高倉麻子     | アルガルヴェ・カップ2018                                               | [ 128 ]      |
| 119          | 2018年3月7日   | パルシャル                             | ベラ・ヴィスタ市営スタジアム                         | カナダ                 | ● 0-2          | 高倉麻子     | アルガルヴェ・カップ2018                                               | [ 129 ]      |
| 120          | 2018年4月1日   | 諫早                                   | トランスコスモススタジアム長崎                       | ガーナ                 | ○ 7-1          | 高倉麻子     | MS&ADカップ2018                                                        | [ 130 ]      |
| 121          | 2018年4月7日   | アンマン                               | キング・アブドゥッラー2世スタジアム                  | ベトナム               | ○ 4-0          | 高倉麻子     | 2018 AFC女子アジアカップ                                               | [ 131 ]      |
| 122          | 2018年4月10日  | アンマン                               | アンマン国際スタジアム                               | 韓国                   | △ 0-0          | 高倉麻子     | 2018 AFC女子アジアカップ                                               | [ 132 ]      |
| 123          | 2018年4月13日  | アンマン                               | アンマン国際スタジアム                               | オーストラリア         | △ 1-1          | 高倉麻子     | 2018 AFC女子アジアカップ                                               | [ 133 ]      |
| 124          | 2018年4月20日  | アンマン                               | アンマン国際スタジアム                               | オーストラリア         | ○ 1-0          | 高倉麻子     | 2018 AFC女子アジアカップ                                               | [ 134 ]      |

#### ゴール
| ゴール一覧 | ゴール一覧     | ゴール一覧       | ゴール一覧                         | ゴール一覧           | ゴール一覧 | ゴール一覧 | ゴール一覧                                 | ゴール一覧 |
| #          | 開催日         | 開催都市         | スタジアム                         | 対戦国               | 結果       | 監督       | 大会                                       | 出典       |
| ---------- | -------------- | ---------------- | ---------------------------------- | -------------------- | ---------- | ---------- | ------------------------------------------ | ---------- |
| 1.         | 2006年7月19日  | アデレード       | ハインドマーシュ・スタジアム       | ベトナム             | ○ 5-0      | 佐々木則夫 | 2006 AFC女子アジアカップ                   |            |
| 2.         | 2006年7月19日  | アデレード       | ハインドマーシュ・スタジアム       | ベトナム             | ○ 5-0      | 佐々木則夫 | 2006 AFC女子アジアカップ                   |            |
| 3.         | 2006年7月21日  | アデレード       | ハインドマーシュ・スタジアム       | チャイニーズタイペイ | ○ 11-1     | 佐々木則夫 | 2006 AFC女子アジアカップ                   |            |
| 4.         | 2006年7月21日  | アデレード       | ハインドマーシュ・スタジアム       | チャイニーズタイペイ | ○ 11-1     | 佐々木則夫 | 2006 AFC女子アジアカップ                   |            |
| 5.         | 2006年11月30日 | ドーハ           | アル・アラビ・スタジアム           | ヨルダン             | ○ 13-0     | 佐々木則夫 | 第15回アジア競技大会                       |            |
| 6.         | 2006年11月30日 | ドーハ           | アル・アラビ・スタジアム           | ヨルダン             | ○ 13-0     | 佐々木則夫 | 第15回アジア競技大会                       |            |
| 7.         | 2006年11月30日 | ドーハ           | アル・アラビ・スタジアム           | ヨルダン             | ○ 13-0     | 佐々木則夫 | 第15回アジア競技大会                       |            |
| 8.         | 2006年11月30日 | ドーハ           | アル・アラビ・スタジアム           | ヨルダン             | ○ 13-0     | 佐々木則夫 | 第15回アジア競技大会                       |            |
| 9.         | 2006年11月30日 | ドーハ           | アル・アラビ・スタジアム           | ヨルダン             | ○ 13-0     | 佐々木則夫 | 第15回アジア競技大会                       |            |
| 10.        | 2006年12月4日  | ドーハ           | アル・ガッラーファ・スタジアム     | タイ                 | ○ 4-0      | 佐々木則夫 | 第15回アジア競技大会                       |            |
| 11.        | 2007年2月14日  | ラルナカ         |                                    | スコットランド       | ○ 2-0      | 佐々木則夫 | 国際親善試合                               |            |
| 12.        | 2007年2月14日  | ラルナカ         |                                    | スコットランド       | ○ 2-0      | 佐々木則夫 | 国際親善試合                               |            |
| 13.        | 2007年8月12日  | 東京             | 国立競技場                         | タイ                 | ○ 5-0      | 佐々木則夫 | 2008年北京オリンピック・アジア最終予選     |            |
| 14.        | 2008年3月10日  | アカナ           |                                    | ロシア               | ○ 3-1      | 佐々木則夫 | キプロス・カップ2008                       |            |
| 15.        | 2010年11月14日 | 広州             | 黄埔体育中心                       | タイ                 | ○ 4-0      | 佐々木則夫 | 第16回アジア競技大会                       | [ 135 ]    |
| 16.        | 2011年9月3日   | 済南             | 済南オリンピック・スポーツセンター | 韓国                 | ○ 2-1      | 佐々木則夫 | 2012年ロンドンオリンピック・アジア最終予選 | [ 136 ]    |
| 17.        | 2012年8月6日   | ロンドン         | ウェンブリー・スタジアム           | フランス             | ○ 2-1      | 佐々木則夫 | 2012年ロンドンオリンピック                 | [ 137 ]    |
| 18.        | 2013年9月26日  | 千葉             | フクダ電子アリーナ                 | ナイジェリア         | ○ 2-0      | 佐々木則夫 | 国際親善試合                               | [ 138 ]    |
| 19.        | 2014年5月18日  | トゥーザウモット | ビンズオン・スタジアム             | ヨルダン             | ○ 7-0      | 佐々木則夫 | 2014 AFC女子アジアカップ                   | [ 139 ]    |
| 20.        | 2014年5月18日  | トゥーザウモット | ビンズオン・スタジアム             | ヨルダン             | ○ 7-0      | 佐々木則夫 | 2014 AFC女子アジアカップ                   | [ 139 ]    |
| 21.        | 2014年9月13日  | 天童             | NDソフトスタジアム山形             | ガーナ               | ○ 5-0      | 佐々木則夫 | なでしこジャパン WORLD MATCH               | [ 140 ]    |
| 22.        | 2014年9月18日  | 仁川             | 仁川南洞アジアードラグビー競技場   | ヨルダン             | ○ 12-0     | 佐々木則夫 | 第17回アジア競技大会                       | [ 141 ]    |
| 23.        | 2014年9月18日  | 仁川             | 仁川南洞アジアードラグビー競技場   | ヨルダン             | ○ 12-0     | 佐々木則夫 | 第17回アジア競技大会                       | [ 141 ]    |
| 24.        | 2014年9月18日  | 仁川             | 仁川南洞アジアードラグビー競技場   | ヨルダン             | ○ 12-0     | 佐々木則夫 | 第17回アジア競技大会                       | [ 141 ]    |
| 25.        | 2014年9月22日  | 仁川             | 仁川文鶴競技場                     | チャイニーズタイペイ | ○ 3-0      | 佐々木則夫 | 第17回アジア競技大会                       | [ 142 ]    |
| 26.        | 2014年9月29日  | 仁川             | 仁川サッカー競技場                 | ベトナム             | ○ 3-0      | 佐々木則夫 | 第17回アジア競技大会                       | [ 143 ]    |
| 27.        | 2015年6月23日  | バンクーバー     | BCプレイス・スタジアム             | オランダ             | ○ 2-1      | 佐々木則夫 | 2015 FIFA女子ワールドカップ                | [ 144 ]    |
| 28.        | 2015年11月29日 | フォ－レンダム   | FCフォーレンダムスタジアム         | オランダ             | ● 1-3      | 佐々木則夫 | 国際親善試合                               | [ 145 ]    |
| 29.        | 2018年4月13日  | アンマン         | アンマン国際スタジアム             | オーストラリア       | △ 1-1      | 高倉麻子   | 2018 AFC女子アジアカップ                   | [ 146 ]    |

## タイトル・表彰

### クラブ
- TASAKIペルーレFC
  - 全日本女子サッカー選手権大会：1回 （2007年）

- 日テレ・ベレーザ
  - 日本女子サッカーリーグ(なでしこリーグ)：5回 （2015年、2016年、2017年、2018年、2019年）
  - 皇后杯全日本女子サッカー選手権大会：5回 （2014年、2017年、2018年、2019年､ 2020年) 　
  - なでしこリーグカップ：4回 （2012年、2016年、2018年、2019年）

### 代表
- 日本代表
  - FIFA女子ワールドカップ：1回（2011年）
  - アジア競技大会：1回（2010年）
  - AFC女子アジアカップ：2回（2014年、2018年）

### 個人
- なでしこリーグ ベストイレブン: 7回 （2007年、2011年、2013年、2014年、2015年、2016年、2017年）
- なでしこリーグ最優秀選手賞 (MVP)：3回（2015年、2016年、2017年）

### 表彰
- 国民栄誉賞（2011年、2011 FIFA女子ワールドカップ日本女子代表の一員として）
- 紫綬褒章（2011年、同上）

## 主なメディア出演

### CM
- 日本航空（2015年）[147]

### 関連書籍
- 2014年 蹴る女 なでしこジャパンのリアル (講談社、河崎三行著) ISBN 978-4062184304